# Guy Eaden Shewell
Guy Eaden Shewell est un entomologiste canadien d’origine britannique, né le 16 juillet 1913 à Newcastle upon Tyne et mort le 19 février 1996 à Ottawa des suites d’une attaque.

## Biographie
Il part au Canada en 1931, à l’âge de 17 ans, parce que le gouvernement canadien lui offre une bourse pour étudier l’agriculture au MacDonald College au Québec. Il obtient son Master of Sciences en 1937 et commence à travailler, la même année, comme entomologiste spécialiste des diptères au département d’entomologie du ministère de l’Agriculture canadien, fonction qu’il conservera toute sa vie.
Il sert, de 1939 à 1945, dans le 51e régiment antichar de l’artillerie royale canadienne. Il contribue, à partir de 1949, au développement de la collection de diptères d’Ottawa qui devient l’une des plus importantes au monde. Il participe à la rédaction du Manual of Neartic Diptera (1981-1989).
Shewell publie 41 articles où il décrit 80 nouvelles espèces de diptères.